# Skidbladnir

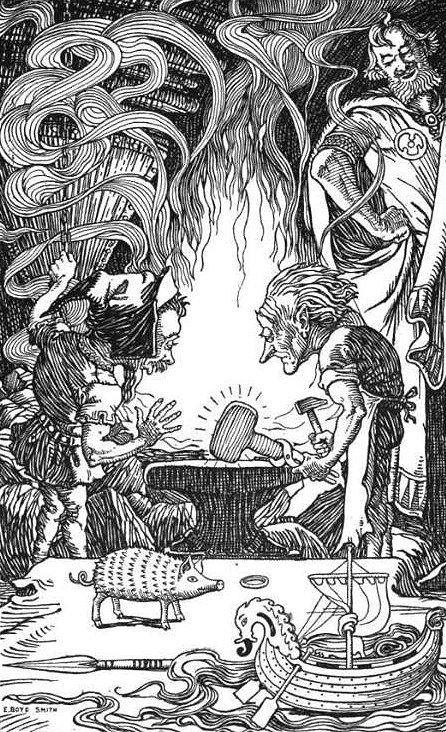
"Le troisième cadeau : un énorme marteau" d'Elmer Boyd Smith. De la mythologie nordique

Dans la mythologie nordique, Skidbladnir (en vieux norrois Skíðblaðnir, « assemblé des pièces minces de bois »), ou Skithblathnir, est un bateau appartenant à Freyr.

## Présentation
Il a été construit par Brokk et Eitri, deux nains. Ayant appartenu à Loki, celui-ci l'a cédé à Freyr, car ayant volé la chevelure d’or de Sif, il ne pouvait pas le garder…
Ce bateau est assez grand pour contenir tous les dieux. Il pouvait naviguer sur terre, comme sur mer. Il avait aussi comme caractéristique de pouvoir se démonter et même de rentrer dans une poche.